# Lembak
Los lembak son un grupo étnico de unos 50.000 individuos que viven entre los redjang en el centro y sur de la isla indonesia de Sumatra. Son musulmanes de habla malaya. Aunque tanto los redjang como los malayos considèran a los lembak como subgrupo suyo, los lembak se ven a sí mismos como un grupo distinto, refiriéndose a su estado precolonial, Sindang Merdeka, que sirvió como estado tapón entre los redjang y el sultanato de Palembang.
Los lembak del altiplano han preservado mejor sus tradiciones y cultura que los de las tierras bajas, quienes han incorporado una cantidad considerable de elementos culturales malayos.
- Datos: Q2887073